# Nashville Superspeedway
Le Nashville Superspeedway  est un ovale américain basé à Lebanon, dans le Tennessee, en banlieue de Nashville. D'une longueur de 1,3 mile (2,1 km), il peut accueillir 38 000 spectateurs assis. 

## Courses actuelles
- NASCAR Cup Series
- NASCAR Xfinity Series
- NASCAR Camping World Truck Series
- ARCA Menards Series